# Плінієве виверження

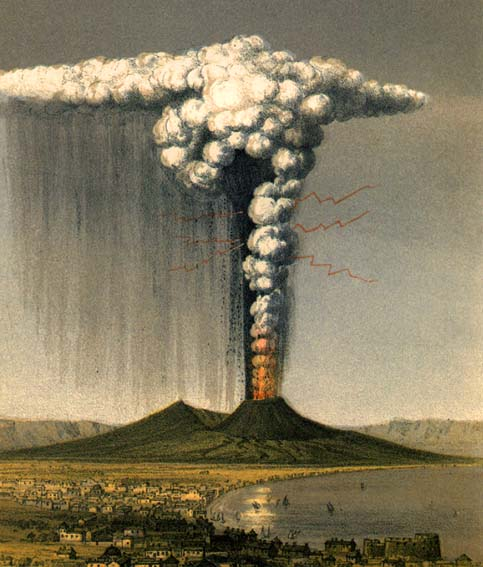
Малюнок 1822 року виверження Везувію 79 року.

Плінієве виверження або виверження плінієвого типу — виверження вулкана, що характеризується схожістю з виверженням Везувію, як воно було описано у листі Плінія Молодшого.
Плінієві виверження характеризуються перш за все утворенням колони газу та попелу, що піднімається до стратосфери. Іншими характеристиками є також викиди великої кількості пемзи та потужні викиди газів.
Короткі виверження можуть закінчитися за день, але довші можуть тривати кілька місяців. Тривалі виверження починаються з виділення хмар попелу та інших вулканічних матеріалів та часто супроводжуються пірокластичними потоками. Кількість вивергнутої магми може бути настільки великою, що вулкан обрушується, утворюючи кальдеру. Дрібний попіл осідає після таких вивержень на величезній площі. Часто вибухи, що відбуваються при таких виверженнях, дуже гучні, як це було у випадку Кракатау.